# Jayo Felony
Jayo Felony — американский рэпер из юго-восточной части города Сан-Диего, штат Калифорния. Входил в состав банды Rollin 40’s Neighbourhood Crips.

## Карьера
1994 году Jayo Felony был подписан на лейбл JMJ Records, после чего, год спустя записал свой дебютный альбом — Take a Ride.
В 1998 году уйдя с JMJ Records, подписал контракт с Def Jam, вследствие чего, был выпущен его второй альбом Whatcha Gonna Do?. В записи альбома приняли участие такие тяжеловесы хип-хоп индустрии, как — Method Man, DMX, Mack 10, WC, Redman, Ice Cube, E-40 и 8Ball & MJG.
Год спустя, после выхода третьего студийного альбома Underground, Jayo Felony планировал выпустить следующий альбом Hotter Than Fish Grease, но из-за обстоятельств, альбом так и не был выпущен.
В настоящее время, Jayo Felony работает над своим пятым альбом Don’t Get MeatBalled, под своим собственным лейблом Loco Records.

## Дискография
| Take a Ride - Релиз: 30 мая 1995 - Позиция в чарте: — #65 Top R&B/Hip-Hop Albums - RIAA Certification: ~ 141,827 - Синглы: «Loc Is on His Own», «Sherm Stick» |
| Whatcha Gonna Do? - Релиз: 25 августа 1998 - Позиция в чарте: — #46 - RIAA Certification: ~ 146,308 - Синглы: «Nitty Gritty», «Whatcha Gonna Do?»             |
| Underground - Релиз: 16 ноября 1999 - Позиция в чарте: — #46 - RIAA Certification: ~ 143,946 - Синглы: «What Ya Need»                                         |
| Crip Hop - Релиз: 23 октября 2001 - Позиция в чарте: — #10 Independent Albums - RIAA Certification: ~ 143,946 - Синглы: «She Loves Me»                        |
| Criminal Intent (совместно со Spice 1) - Релиз: 2007 - Позиция в чарте: — - RIAA Certification: ~ - Синглы: «-»                                               |
| Don’t Get MeatBalled’k - Релиз: 2010 - Позиция в чарте: — - RIAA Certification: ~ - Синглы: «So Into You», «Blocc Party», «How Do You Want It»                |
| James Savage - Релиз : 2019 - Позиция в чарте: — - RIAA Certification: ~ - Синглы: «Ape Shit»                                                                 |
| Hoodinvasion - Релиз : 24 июля 2020 - Позиция в чарте: — - RIAA Certification: ~ - Синглы: -                                                                  |
| In The Trenches - Релиз : 24 июля 2020 - Позиция в чарте: — - RIAA Certification: ~ - Синглы: -                                                               |